# Унець
Унець (словен. Unec) — поселення в общині Церкниця, Регіон Нотрансько-крашка, Словенія. Висота над рівнем моря: 519,7 м.